# Atomaria ihsseni
Atomaria ihsseni är en skalbaggsart som beskrevs av Johnson 1978. Atomaria ihsseni ingår i släktet Atomaria, och familjen fuktbaggar. Enligt den finländska rödlistan är arten nära hotad i Finland. Arten har ej påträffats i Sverige. Artens livsmiljö är moskogar.